# Burt Shevelove
Burt Shevelove (Newark (New Jersey), 19 september 1915 - 8 april 1982) was een Amerikaanse tekst-, toneel- en librettoschrijver en regisseur.
 Hij behaalde zijn diploma aan de Brown University en aan Yale (Master).
 Nadat hij tijdens de Tweede Wereldoorlog vrijwilliger was als chauffeur op de ambulance, begon hij te werken als schrijver, regisseur en producent voor radio en televisie. Ook heeft hij vlak voor zijn dood nog een aantal jaren in Londen gewoond. Niet duidelijk is of hij aldaar is gestorven of in New York.
Zijn carrière op Broadway begon in 1948 met het schrijven, co-produceren en regisseren van de revue Small Wonder. Tot zijn grootste successen worden A Funny Thing Happened on the Way to the Forum en No, No, Nanette gerekend; hij won daar ook prijzen mee.

## Werk

### Libretto
- A Funny Thing Happened on the Way to the Forum 1962, heropgevoerd in 1972 en 1996
- No, No, Nanette herzieningen gemaakt in 1971, van een origineel libretto door Otto Harbach en Frank Mandel
- The Frogs in 1974 bewerkt toneelstuk van Aristophanes; verder bewerkt door in 2004 voor de Broadway-première met Nathan Lane
- Happy New Year 1980
- Jerome Robbins' Broadway 1989; enkele teksten van Shevelove gebruikt voor A Funny Thing Happened on the Way to the Forum

### Regisseur
- Small Wonder (1948)
- Hallelujah, Baby! (1967)
- Rockefeller and the Red Indians (1968)
- No, No, Nanette (1971)
- A Funny Thing Happened on the Way to the Forum (1972)
- Sondheim: A Musical Tribute (1973)
- June Moon (1974 PBS production)
- Rodgers & Hart (1975)
- So Long, 174th Street (1976)
- Happy New Year 1980

### Lyrics
- Small Wonder 1948

## Prijzen
- 1963 Tony Award - A Funny Thing Happened on the Way to the Forum (Beste musical)
- 1963 Tony Award - A Funny Thing Happened on the Way to the Forum (Beste Musical-schrijver)
- 1971 Drama Desk Award Outstanding Book - No, No, Nanette (voor de adoptie ervan)

Nominatie
- 1968 Tony Award - Hallelujah, Baby! (Beste Musical-regisseur)
- 1971 Tony Award - No, No, Nanette (Beste Musical-regisseur)
- 1972 Tony Award - A Funny Thing Happened on the Way to the Forum (Beste Musical-regisseur)[2]